# Luís Teles da Silva Caminha e Meneses
Luís Teles da Silva Caminha e Meneses, 7.º conde de Tarouca e 5.º marquês de Alegrete (27 de abril de 1775 — 21 de janeiro de 1828) foi um militar e administrador colonial português.

## Biografia
Foi um dos membros da comitiva que acompanhou D. João VI ao Brasil, em 1807.
Foi governador da capitania de São Pedro do Rio Grande do Sul, de 13 de novembro de 1814 a 19 de outubro de 1818.
Acompanhou D. João VI em seu retorno a Portugal.
Quando faleceu, era par do reino, tenente-general, conselheiro de guerra, gentil-homem da real câmara e grã-cruz da Torre e Espada.

## Casamentos e descendência
Casou duas vezes.
A primeira vez, a 10 de fevereiro de 1793. com D. Francisca de Noronha, irmã do 5.º e do 6.º marquês de Angeja,  sendo filha única deste casamento:
- D. Francisca Teles da Silva (3 de dezembro de 1797 - 31 de julho de 1845),[3] que casou duas vezes: a primeira vez, a 16 de julho de 1823, com Manuel da Silveira Pinto da Fonseca, 2.º conde de Amarante e 1.º marquês de Chaves, que faleceu a 7 de março de 1830; casou pela 2.ª vez, em 1834, já depois de ter herdado a casa dos marqueses de Angeja, pelo falecimento de sua prima, a 7.ª marquesa desse título (ao herdar a casa, passou a chamar-se Francisca Xavier Teles da Silva Noronha Camões e Albuquerque), com D. João Manoel de Vilhena e Saldanha, filho segundo dos condes de Alpedrinha. É a célebre marquesa de Chaves, famosa "pela fealdade, pela dedicação à causa de D. Miguel e pelo escandaloso processo intentado contra o segundo marido".[2] Sem geração, de nenhum dos casamentos.

Luís Teles da Silva casou pela segunda vez no Rio de Janeiro, a 01.10.1808, com sua prima coirmã, D. Margarida de Almeida Portugal, filha do  3.º marquês de Lavradio, com a seguinte geração:
- Fernando Teles da Silva Caminha e Menezes, nascido a 21.06.1810 e falecido na infância, em fevereiro de 1812;

- Fernando Teles da Silva Caminha e Menezes, 4.º marquês de Penalva (Rio de Janeiro, 26.11.1813 - Lisboa, 08.09.1893), que casou a 15 de novembro de 1834 com D. Eugénia de Aguilar de Almeida Monroy da Gama Melo Azambuja e Menezes, senhora da casa da Cavalaria, com geração, na qual seguiria a sucessão da casa de Tarouca;

- D. Ana Teles da Silva (Lisboa, Santa Engrácia, 04.12.1825 - Mafra, 04.09.1905), que casou em Lisboa, São Mamede, a 09.08.1840, com António de Albuquerque do Amaral Cardoso, senhor da Casa do Arco de Viseu, com geração (são os avós paternos do escritor António de Albuquerque).